# Orgon
 Orgon  es una comuna y población de Francia, en la región de Provenza-Alpes-Costa Azul, departamento de Bocas del Ródano, en el distrito de Arlés. Aunque Sénas y Cabannes la superan en población, es la cabecera del cantón homónimo.
Su población en el censo de 1999 era de 2.642 habitantes.
No está integrada en ninguna Communauté de communes o agrupación similar.

## Galería

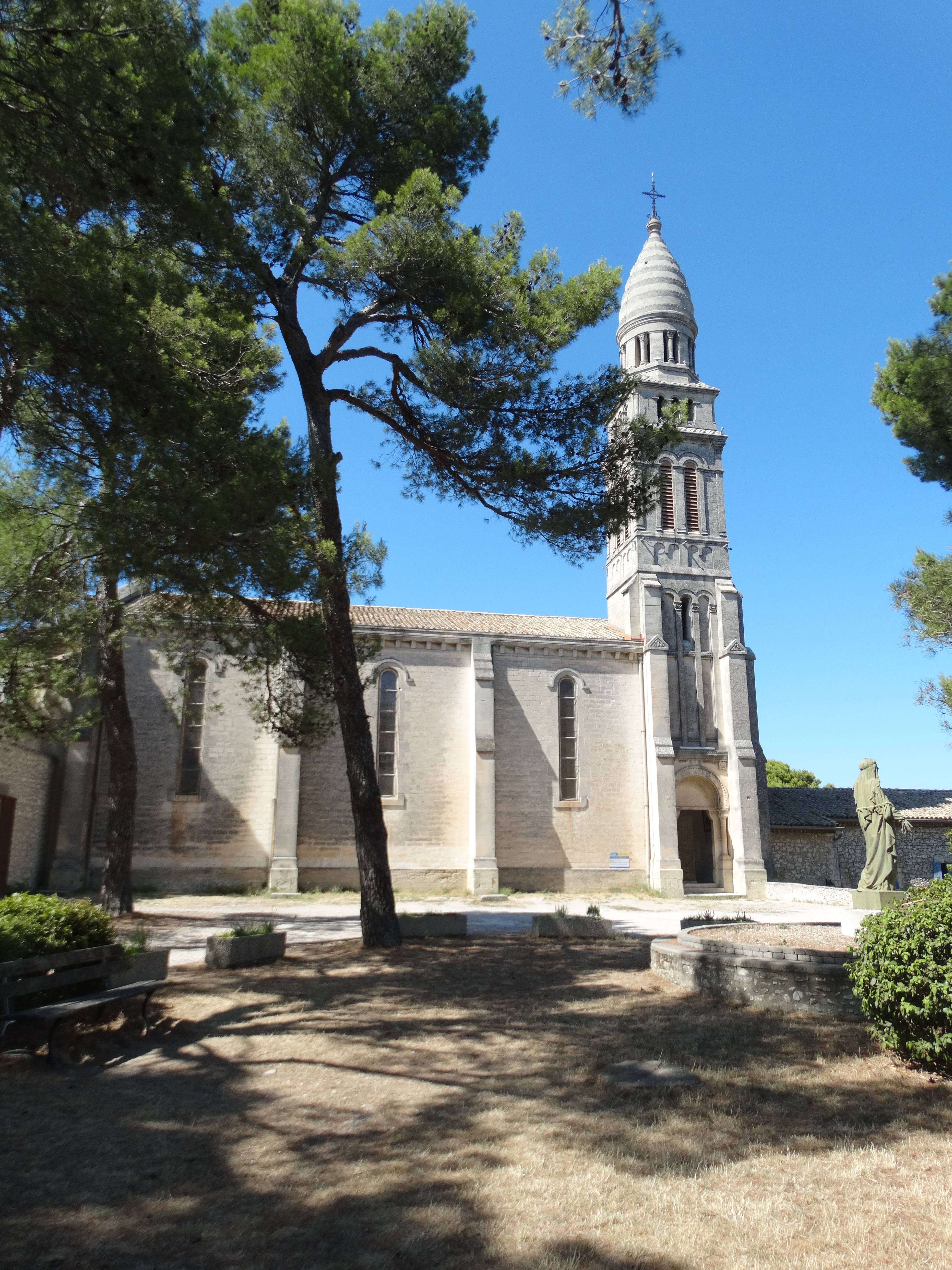
Capilla de Notre Dame en Orgon
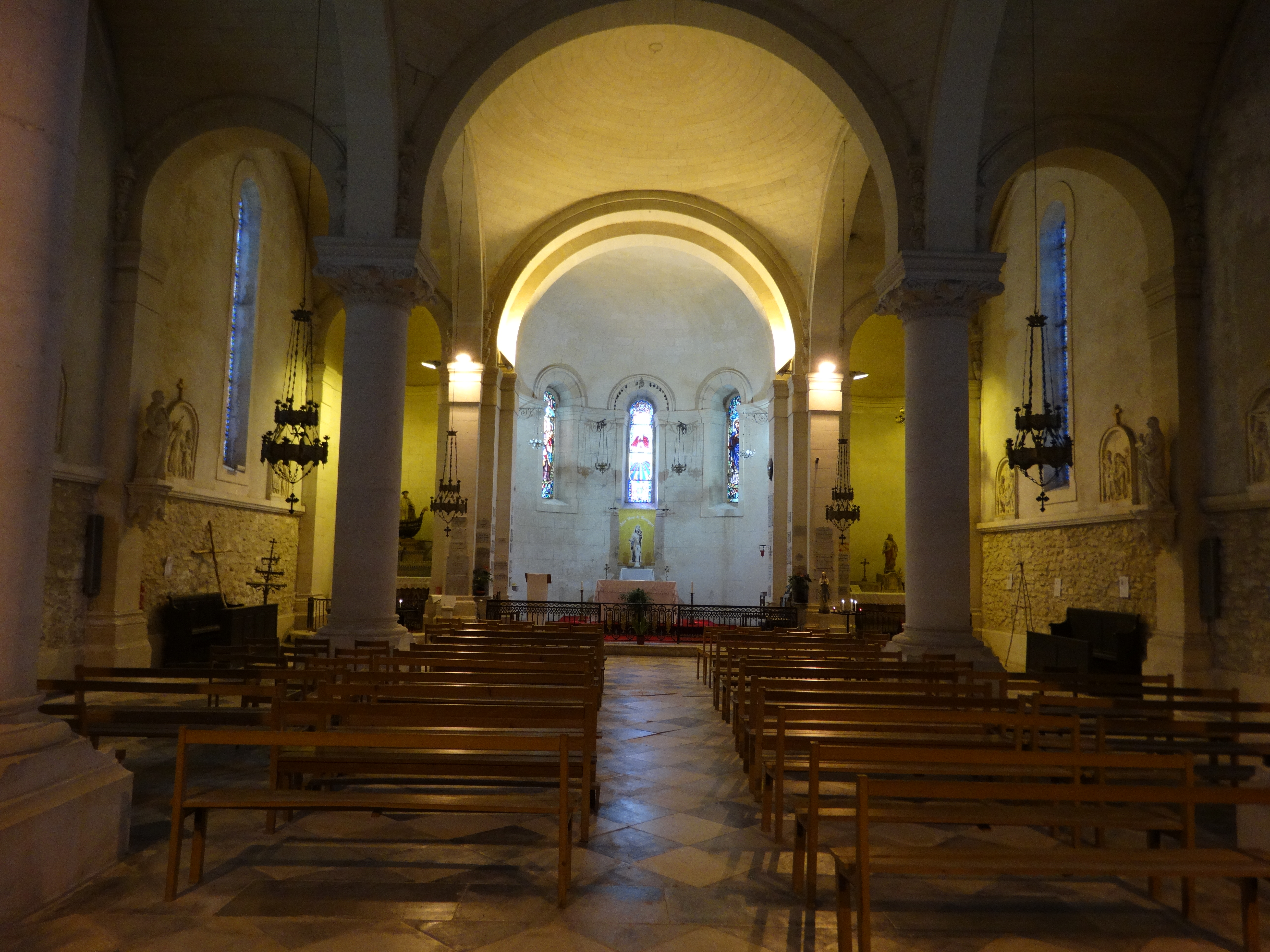
Vista interior de la Capilla
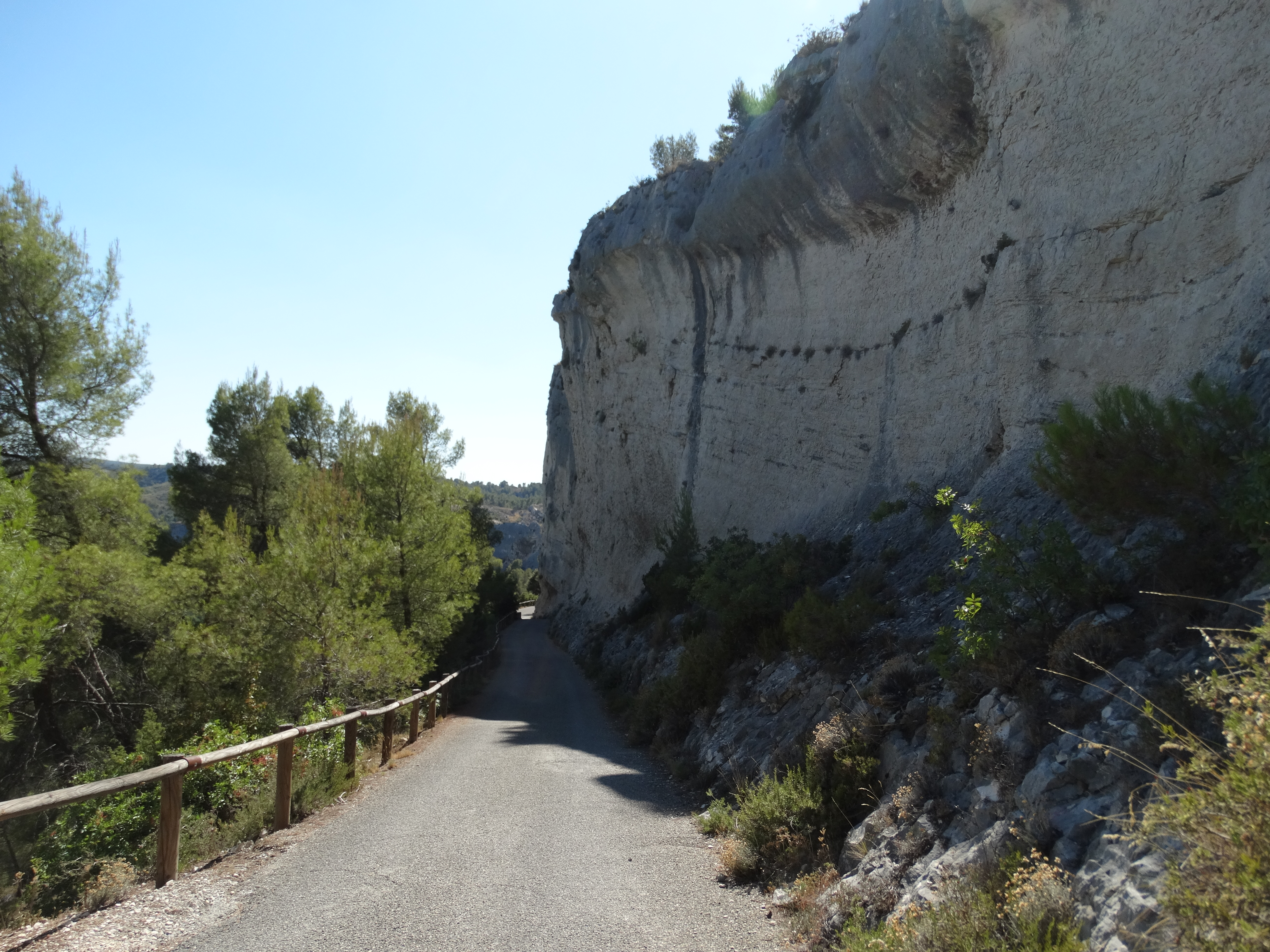
Un camino peligroso pero pintoresco hacia la Capilla
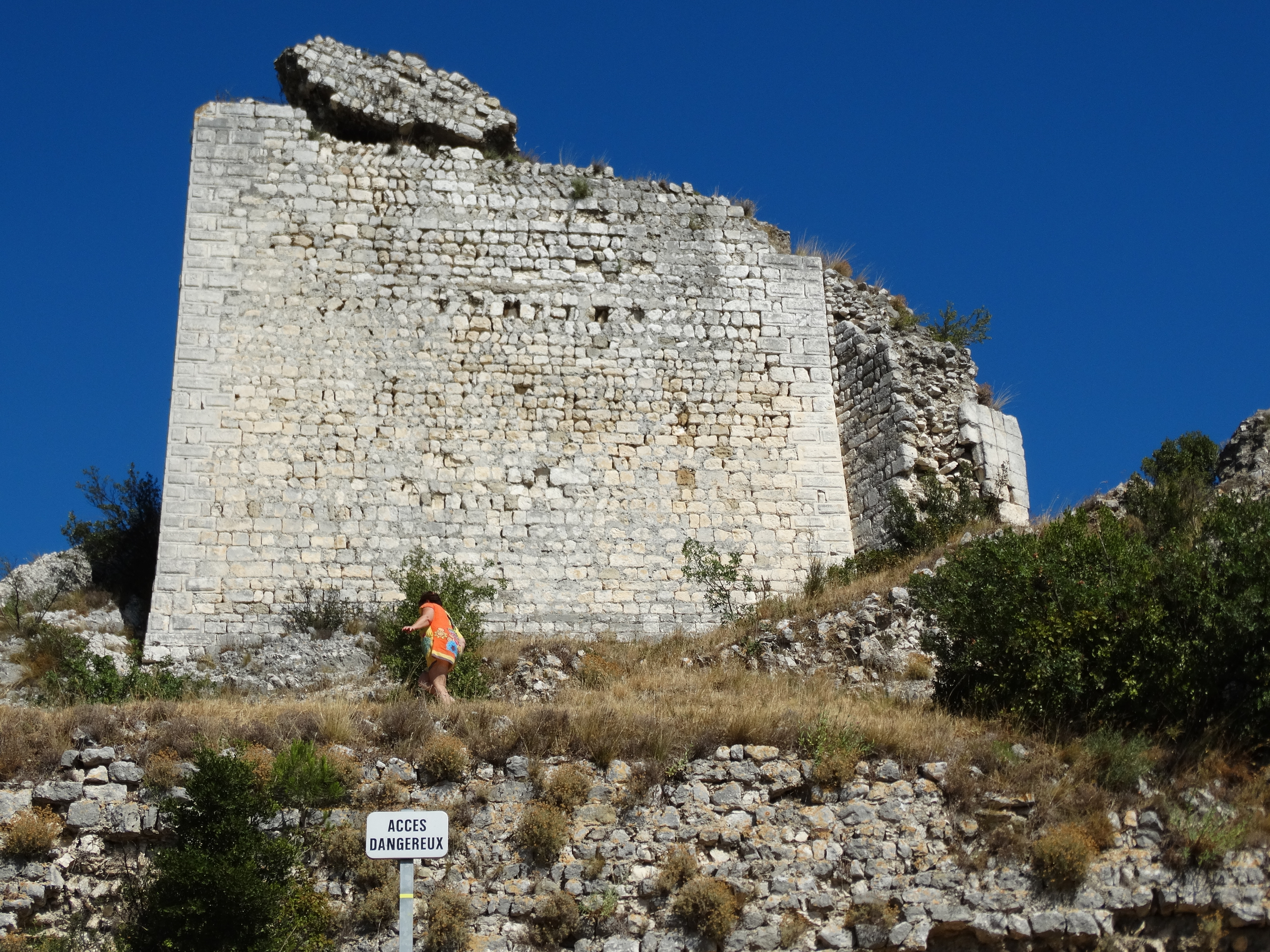
Los restos de la fortaleza
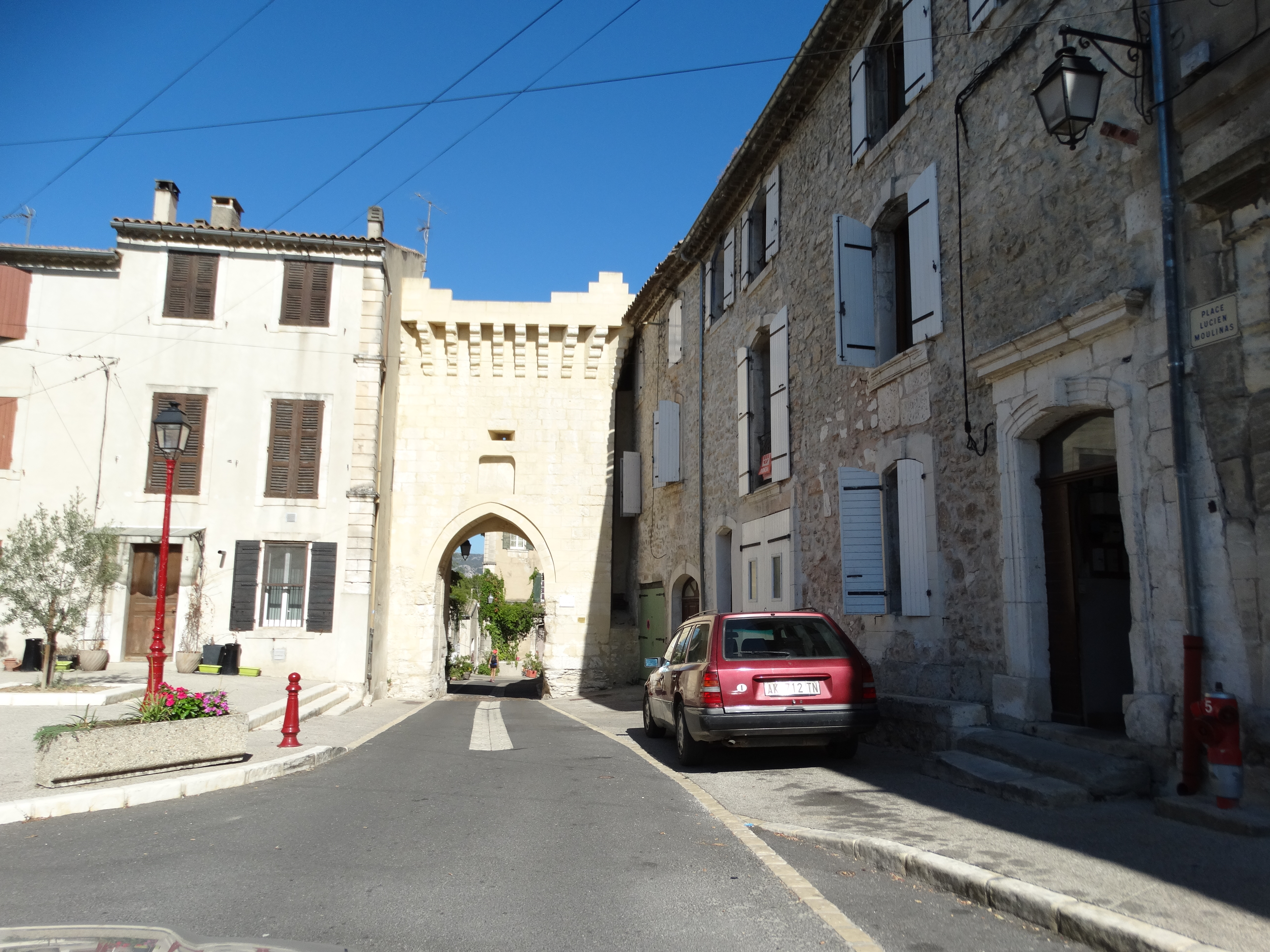
En la ciudad
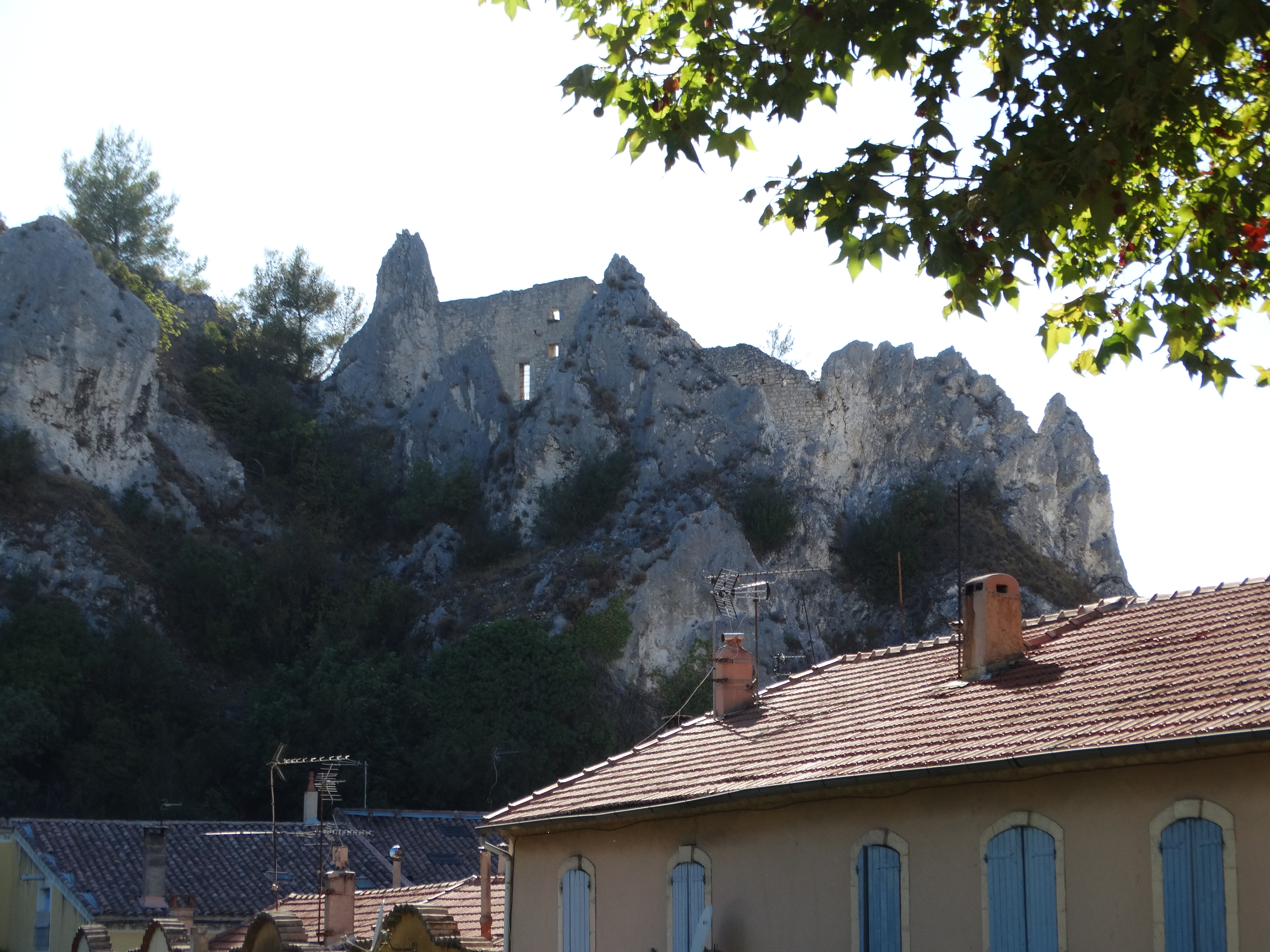
Vista general de la fortaleza.
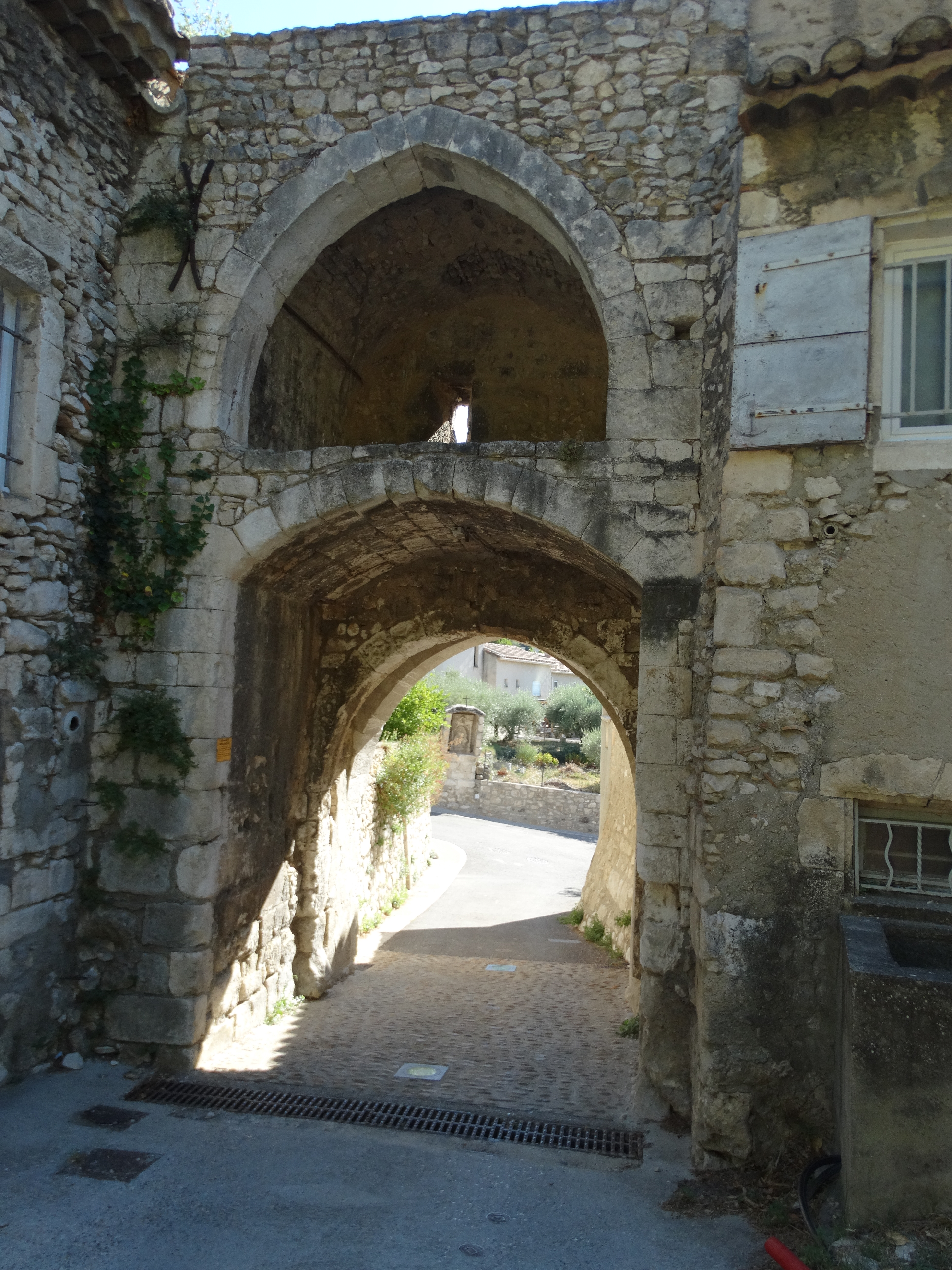
Antigua puerta de la fortaleza